# Glenn Hysén
Glenn Ingvar Hysén (Göteborg, 1959. október 30. –) válogatott svéd labdarúgó, jelenleg edző.
Hollandiában, Angliában, Olaszországban élcsapatokban játszott, a válogatottal 68 mérkőzést játszott. Visszavonulása után edzősködni kezdett, televízióban is dolgozott és szerepelt valóságshowban is. Hysén három fia is labdarúgó lett, Tobias Hysén a Shanghai Dongya játékosa, Alexander Hysén az Östersunds FK-ban játszott, Anton Hysén a Torslanda IK-ban.

## Pályafutása
Első felnőtt csapata az az IFK Göteborg volt, amelyben egykor nagyapja, Erik is játszott. Hamar alapembere lett a csapatnak, 1982-ben a Hamburg elleni döntő megnyerésével részese volt klubja első UEFA-kupagyőzelmének is. 23 évesen két bajnoki cím és két hazai kupagyőzelem után kapta meg először az év svéd labdarúgója címet. Ezek után szerződött Hollandiába. A PSV Eindhovennél két idényben is ezüstérmes lett a bajnokságban, és a hazai kupában sem jutott döntőbe. Visszatérve svédországi klubjához előbb kupadöntős, majd egy év múlva újra bajnok lett, 1987-ben pedig a skót Dundee Unitedet legyőzve másodszor is UEFA-kupa-győztes lett. Ezt követően szerződött Olaszországba, a többek között Roberto Baggiót is soraiban tudó Fiorentinához. A csapat edzője ekkor lett a honfitárs Sven-Göran Eriksson, de a firenzeiekkel nagy sikert nem tudtak elérni. Svédországban újra az év játékosának választották ugyan, de eközben egy olasz bajnoki nyolcadik és egy hetedik helyezés, a kupában nyolcaddöntős és negyeddöntős kiesés után elszerződött harmadik külföldi csapatához is Hysén. A Liverpool csapatánál három idényt játszott. Érkezését követően rögtön megnyerte a szuperkupát, a bajnok Arsenal elleni mérkőzésen ráadásul őt választották a mérkőzés legjobbjának. Kenny Dalglish csapata azután az egész idényben jól szerepelt, így 1990-ben angol bajnoki címet szerzett. A Manchester United elleni szuperkupa-döntő döntetlennel zárult, így – a hamarosan megváltoztatott szabályok miatt utoljára a történelemben – a két csapat megosztva kapta a kupát, Hysén tehát kétszeres győztes lett. 1991-ben ezüstérmes, 1992-ben pedig hatodik lett a Liverpoollal, a következő idényben debütáló Premier League-ben pedig már nem játszott, hazatért Svédországba. Pályafutása utolsó csapatának a göteborgi GAIS-t választotta. Érkezésekor a csapat a kiesés elkerüléséért harcolt, de végül kiesett az élvonalból, így utolsó két évében Hysén a svéd másodosztályban játszott.
A válogatott színeiben 1981-től kezdődően 68-szor lépett pályára. Részt vett a svédek számára sikertelen, három vereséget hozó 1990-es világbajnokságon. A válogatottól 1990 októberében egy NSZK elleni mérkőzéssel visszavonult, a hazai Eb-n és a bronzérmet hozó 1994-es vb-n már nem szerepelt.

## Sikerei, díjai
- Svéd bajnok: 1982, 1983, 1987
- Svéd kupagyőztes: 1982, 1983
- Svéd kupadöntős: 1986
- UEFA-kupa-győztes: 1982, 1987
- Angol bajnok: 1990
- Angol szuperkupa-győztes: 1989, 1990
- Az év svéd labdarúgója: 1983, 1988